# CUNY Graduate Center

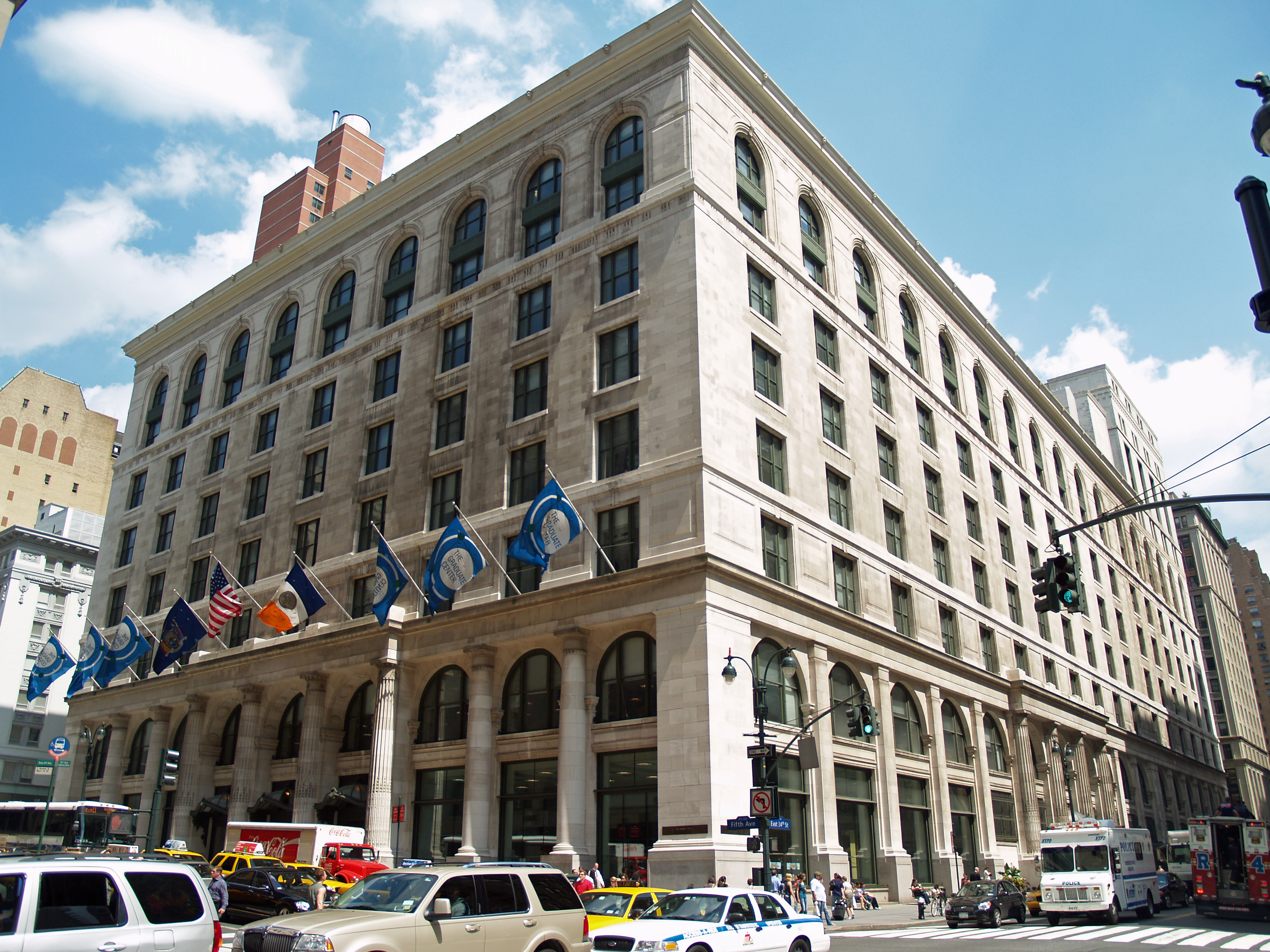
Das derzeitige Gebäude des Graduate Centers

Am Graduate Center of the City University of New York (CUNY) finden sowohl die Ausbildung Studierender in Master- und Promotionsstudiengängen als auch Forschung und öffentliche Veranstaltungen statt. An seinem Sitz in Midtown Manhattan sind 4600 Studierende sowie 33 Promotionsstudiengänge, 7 Masterstudiengänge und 30 separate Forschungsinstitute angesiedelt. Die Forschungsinstitute befassen sich mit sozialen, öffentlichen, kulturellen und naturwissenschaftlichen Themen. Der Lehrkörper am Graduate Center (core faculty) besteht aus ca. 150 Professuren, wozu noch weitere 1800 Lehrende hinzukommen, die von den elf senior colleges der City University entsandt werden.
Seit 1965 haben mehr als zehntausend Studierende am Graduate Center ihre Promotion abgeschlossen.
Seit 1999 befindet sich das Graduate Center in einem neunstöckigen Bau mit der Adresse 365 Fifth Avenue, ehemals Sitz des Kaufhauses B. Altman.